# 1944 في ألمانيا
فيما يلي قوائم الأحداث التي وقعت خلال عام 1944 في ألمانيا.

## أحداث
- 2 أكتوبر – معركة آخن

## مواليد

### يناير
- 1 يناير – إيفا ديمسكي
- 1 يناير – جيرار فراي رياضياتي ألماني.[1]
- 22 يناير – أنجيلا وينكلر ممثلة ألمانية.[2]

### فبراير
- 13 فبراير – جيرهارد لانجيماير سياسي ألماني.[3]
- 21 فبراير – بيير لورانس ممثل ألماني.[4]
- 28 فبراير – سيب ماير لاعب كرة قدم ألماني.[5]

### مارس
- 6 مارس – بيتر ديتريش لاعب كرة قدم ألماني.[6]
- 8 مارس – ريجينا زيجلر منتجة أفلام ألمانية.[7]
- 13 مارس – كريس روبرتس[8]
- 20 مارس – إرفين نيهر[9]

### أبريل
- 7 أبريل – غيرهارد شرودر المستشار السابع لجمهورية ألمانيا الاتحادية (1998-2005).[10]

### مايو
- 8 مايو – إيريك بيترمان صحفي ألماني.[11]
- 18 مايو – و.ج. سيبالد[12]

### يونيو
- 22 يونيو – هيلموت ديتل مخرج أفلام ألماني.[13]
- 26 يونيو – فولفغانغ فيبر لاعب كرة قدم ألماني.[14]

### يوليو
- 1 يوليو – أرند كروغر
- 6 يوليو – برنهارد شلينك كاتب ألماني.[15]
- 7 يوليو – يورغن غرابوفيسكي لاعب كرة قدم ألماني.[16]
- 12 يوليو – كريستوف كريمر
- 24 يوليو – لوثار لامبرت[17]

### أغسطس
- 21 أغسطس – بيتر سيبرغ[18]

### سبتمبر
- 9 سبتمبر – ليو بيترز
- 14 سبتمبر – غونتر نيتزر لاعب كرة قدم ألماني.[19]
- 19 سبتمبر – فريديريش كريستيان فليك[20]

### أكتوبر
- 14 أكتوبر – هارتموت فندريش مترجم ألماني.
- 14 أكتوبر – يودو كيير ممثل ألماني.[21]
- 18 أكتوبر – هاري بلوم سياسي ألماني.

### نوفمبر
- 16 نوفمبر – هوجو ديتبيرنر كاتب ألماني.[22]
- 19 نوفمبر – كلاوس فيشتل لاعب كرة قدم ألماني.[23]
- 24 نوفمبر – جيرد ماير سياسي ألماني.

### ديسمبر
- 2 ديسمبر – بوتو شتراوس[24]
- 14 ديسمبر – مايكل غلوس سياسي ألماني.[25]
- 31 ديسمبر – ديتر فايرش صحفي ألماني.

## وفيات

### فبراير
- 12 فبراير – ماريا تيريزا من البرتغال (مواليد 1855) أرشيدوقة النمسا.

### أبريل
- 30 أبريل – ثيودور ماير (مواليد 1861) سياسي ألماني.

### مايو
- 5 مايو – بيرتا بنز (مواليد 1849) سائقة سيارة سباق ألمانية.
- 14 مايو – ماكسيميليان ويبر (مواليد 1866)

### يونيو
- 20 يونيو – توني ميركينس (مواليد 1912) درّاج طريق ألماني.

### يوليو
- 20 يوليو – لودفيغ بيك (مواليد 1880)[26]
- 21 يوليو – فريدريش أولبريشت (مواليد 1888)[27]
- 21 يوليو – فيرنر فون هيفتن (مواليد 1908)
- 21 يوليو – كلاوس فون شتاوفنبرج (مواليد 1907) ضابط ألماني.[28]
- 21 يوليو – هينينغ فون تريسكوامر (مواليد 1901) ضابط ألماني.[29]
- 23 يوليو – لودفيج فون سالم هوجستراتين (مواليد 1885) لاعب كرة مضرب نمساوي.

### أغسطس
- 8 أغسطس – ميشائل فيتمان (مواليد 1914) جندي ألماني.[30]
- 22 أغسطس – رودولف ريش (مواليد 1908) دراج ألماني.

### سبتمبر
- 11 سبتمبر – يوزف مولر (مواليد 1894) قس كاثوليكي ألماني.
- 26 سبتمبر – إرنست باش (مواليد 1899)

### أكتوبر
- 1 أكتوبر – هيرمان فان بيلز (مواليد 1898)
- 14 أكتوبر – إرفين رومل (مواليد 1891)[31]
- 17 أكتوبر – أوغست لاندميسر (مواليد 1910)
- 26 أكتوبر – أوتو بلوم (مواليد 1879) أستاذ جامعي ألماني.
- 29 أكتوبر – ماكس غوتزه (مواليد 1880) درّاج طريق ألماني.

### نوفمبر
- 13 نوفمبر – جورج فرانك (مواليد 1907) لاعب كرة قدم ألماني.